# Imunoterapie v uroonkologii
Imunoterapie v uroonkologii, potažmo v onkologii obecně, hrála až do začátku 21. století zcela minoritní roli. Přelom nastal se zavedením tzv. check-point inhibitorů, které zcela změnily koncept imunoterapie nádorových onemocnění a které se stávají pevnou součástí léčebných schémat, buď jako alternativa pro pacienty z nejrůznějších důvodů neschopné podání chemoterapie, nebo jako druhá či dokonce první linie systémové léčby.
Do té doby používané preparáty působily často nespecificky, s omezeným efektem a mnohdy závažnými vedlejšími účinky výrazně limitujícími jejich využití v klinické praxi.

## Cytokiny
Jedním z takových preparátů byl IL-2 používaný od roku 1985 v léčbě metastatického karcinomu ledviny. Pozitivní efekt byl pozorován v 7-27 % případů. U malého procenta nemocných vedl jako jediný lék k úplné a trvalé remisi onemocnění, což u žádného jiného preparátu používaného ve stejné indikaci nebylo dokumentováno. Dalším cytokinem používaným v léčbě metastatického karcinomu ledviny byl IFN-α, u něhož byl pozorován efekt pouze u pacientů s příznivým rizikem nemoci. Jelikož byl prokázán jasný benefit cílených preparátů – sunitinib (tyrozinkinázový inhibitor s antiangiogenní aktivitou), bevacizumab (humanizovaná monoklonální protilátka proti VEGF) v kombinaci právě s IFN-α a konečně temsirolismus – ve srovnání s monoterapií IFN-α, nedoznal IFN-α širšího uplatnění v léčbě nádorů ledvin.

## Stimulace specifického zánětu
Je-li po primární endoskopické léčbě nádoru močového měchýře zjištěno, že se jedná o vysoce rizikový nádor (nádor zasahující do podslizničního vaziva, nádor tvořený vysoce maligními buňkami – tzv. high grade a konečně plochý typ nádoru zvaný carcinoma in situ), následuje adjuvantní léčba v podobě pravidelné instilační aplikace (výplachy) močového měchýře BCG (Bacillus Calmette-Guerin) vakcínou – jedná se o stejnou vakcínu používanou v očkování proti tuberkulóze – po dobu 1 až 3 let. Ačkoli léčba nádorů močového měchýře pomocí BCG byla zavedena již v roce 1976, není dosud znám přesný mechanismus účinku. Předpokládá se však jednak vliv bakterií na samotné nádorové buňky, jednak stimulace imunitního systému, kdy v konečném důsledku efektorové buňky (cytotoxické T-lymfocyty, NK buňky, makrofágy a neutrofily) zahájí imunitní reakci vůči nádorovým buňkám. Někteří autoři sice popisují facilitující účinek IFN-α podaného společně s BCG, ale pro užití této kombinace není dostatek důkazů a není tedy doporučována.

## Autologní protinádorová vakcína
Jednou z možností léčby kastračně rezistentního metastatického karcinomu prostaty je sipuleucel-T (Provenge®), kdy se autologní monocyty po stimulaci vhodnými cytokiny transformují v dendritické buňky. Ty jsou následně po aktivaci nádorovými antigeny aplikovány pacientovi, aby specificky stimulovaly cytotoxické T-lymfocyty.

## Check-point inhibitory
Nádorové buňky využívají mnoho mechanismů, pomocí nichž získávají odolnost vůči imunitnímu systému, kterým by za normálních okolností byly nemilosrdně eliminovány.
Jedním z těchto mechanismů jsou inhibiční interakce PD-1 – PD-L1 a CTLA-4 – CD80/86.
PD-1 (programmed cell death protein 1, CD279) a CTLA-4 (Cytotoxic T-lymphocyte antigen 4, CD152) jsou receptory T-lymfocytů obecně označované jako tzv. kontrolní body imunitního systému (angl. immune check-points), které po navázání specifických ligandů inhibují cytotoxickou reakci. Ligandy těchto receptorů jsou PD-L1 (programmed death-ligand, CD274) a CD80/86. Posledně zmíněné ligandy se fyziologicky vyskytují na antigen prezentujících buňkách (APC), čímž přes receptor CD28 zprostředkovávají kostimulační signál potřebný pro interakci mezi těmito buňkami a T-lymfocyty v časných fázích adaptivní imunity.
Je pochopitelná snaha terapeuticky ovlivnit zmíněné inhibiční interakce, čímž by došlo k cytotoxické reakci T-lymfocytů proti nádorovým buňkám. První zmínky o využití tzv. check-point inhibitorů, tedy monoklonálních protilátek směřovaných proti molekulám PD-1, PD-L1 a CTLA-4, v léčbě nádorových onemocnění pocházejí z roku 2001 následované v roce 2006 zahájením první klinické studie hodnotící použití anti-PD-1 protilátky nivolumab. Vzhledem k nespecifické expresi ligandů PD-L1 a CD80/86 napříč nádory jsou některé z molekul používány v léčbě více druhů nádorových onemocnění. Relativně vysoká efektivita včetně dokumentovaných případů kompletní remise s dobrou snášenlivostí v porovnání s ostatními modalitami onkologické terapie je na druhou stranu v důsledku aktivace cytotoxických lymfocytů vyvážena zvýšeným výskytem vedlejších účinků ve smyslu exacerbace autoimunitních onemocnění.
V roce 2018 obdrželi James P. Allison a Tasuku Honjo za objev check-point inhibitorů Nobelovu cenu za fyziologii nebo lékařství.
Prvním registrovaným check-point inhibitorem byla v roce 2011 monoklonální anti-CTLA-4 protilátka ipilimumab (Yervoy®) pro léčbu pokročilého melanomu (v kombinaci s jinými přípravky byl zjištěn benefit v léčbě pacientů s metastatickým karcinomem plic či slinivky břišní). V roce 2014 byla pro léčbu pokročilého karcinomu ledviny, dlaždicobuněčného nemalobuněčného karcinomu plic, malobuněčného karcinomu plic, melanomu (v kombinaci s výše zmíněným ipilimumabem), uroteliálního karcinomu močového měchýře, karcinomů v oblasti hlavy a krku, kolorektálního karcinomu, hepatálního karcinomu a klasického Hodgkinova lymfomu registrována anti-PD-1 protilátka nivolumab (Opdivo®). Ve stejném roce byla registrována další anti-PD-1 protilátka pembrolizumab (Keytruda®) pro léčbu pokročilého melanomu, karcinomů v oblasti hlavy a krku, karcinomu plic, karcinomu žaludku a Hodginova lymfomu. V roce 2016 byla registrována anti-PDL1 protilátka atezolizumab (Tecentriq®) pro léčbu pokročilého uroteliálního karcinomu močového měchýře a nemalobunečného karcinomu plic. V roce 2017 byly registrovány anti-PD-1 protilátky avelumab (Bavencio®) a durvalumab (Imfinzi®), u nichž byl prokázán benefit u pacientů s metastatickým uroteliálním karcinomem močového měchýře